# Dendrocygne veuf
Dendrocygna viduata
Espèce
Répartition géographique
Statut de conservation UICN

 LC  : Préoccupation mineure
Le Dendrocygne veuf (Dendrocygna viduata) ou dendrocygne à face blanche, est une espèce d'oiseaux de la famille des anatidés. C'est l'espèce de dendrocygne la plus connue et la plus souvent élevée en captivité.

## Description
Il mesure entre 43 et 48 cm de long, 90 cm d'envergure et pèse 700g en moyenne. Le bec est noir, les pattes couleur plomb et l’iris est marron. Certaines zones sont d’un blanc pur (lorsque l’animal est propre) : les joues, la gorge et une grande tache sur la face inférieure du cou. L’arrière de la tête et le cou sont noirs. La partie inférieure du cou, le haut du dos et de la poitrine sont d’un roux foncé. Une partie des plumes du ventre et des flancs inférieurs forment comme un maillage de rayures noires sur du blanc, ou du moins du clair. Chez le jeune, les couleurs sont plus ternes.

### Jeunes
Le juvénile est plus terne avec la face grisâtre nuancée de jaunâtre et le cou plus brun.

## Comportement

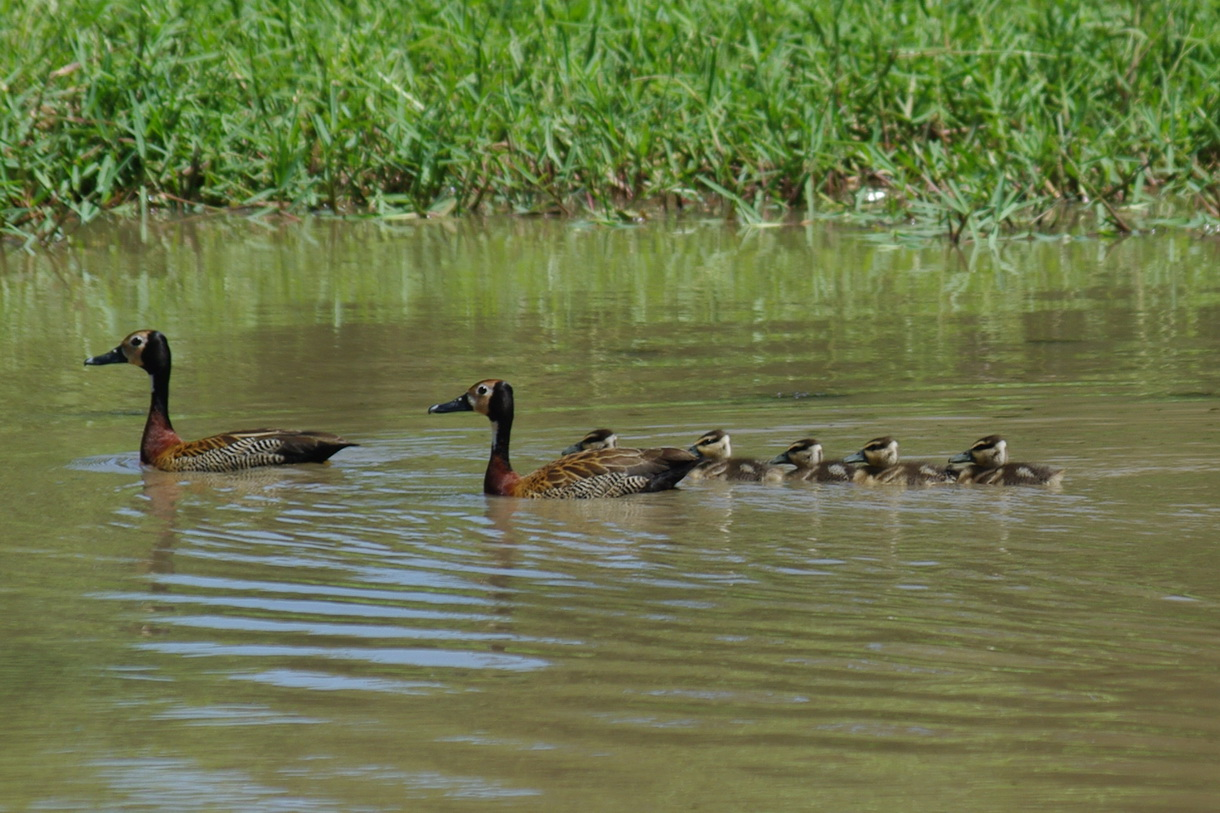

C'est une espèce grégaire qui s'associe souvent au dendrocygne fauve. Il se nourrit le plus souvent de nuit aussi bien sur terre que dans l'eau. La reproduction coïncide généralement avec la saison des pluies; le nid est souvent situé à terre. Le dendrocygne veuf est un oiseau sédentaire mais peut effectuer des déplacements sur de grandes distances en cas de sécheresse.

## Répartition et habitat
Il vit en Afrique subsaharienne et en Amérique du Sud (de la Colombie au nord de l'Argentine).
Le Dendrocygne veuf fréquente tous les types de points d'eau que ce soit les lacs et rivières, les prairies inondées ou les réservoirs.

## Populations
C'est une espèce commune qui dispose d'une vaste aire de répartition. La population est estimée entre 1 400 000 et 2 600 000 individus.

## Galerie

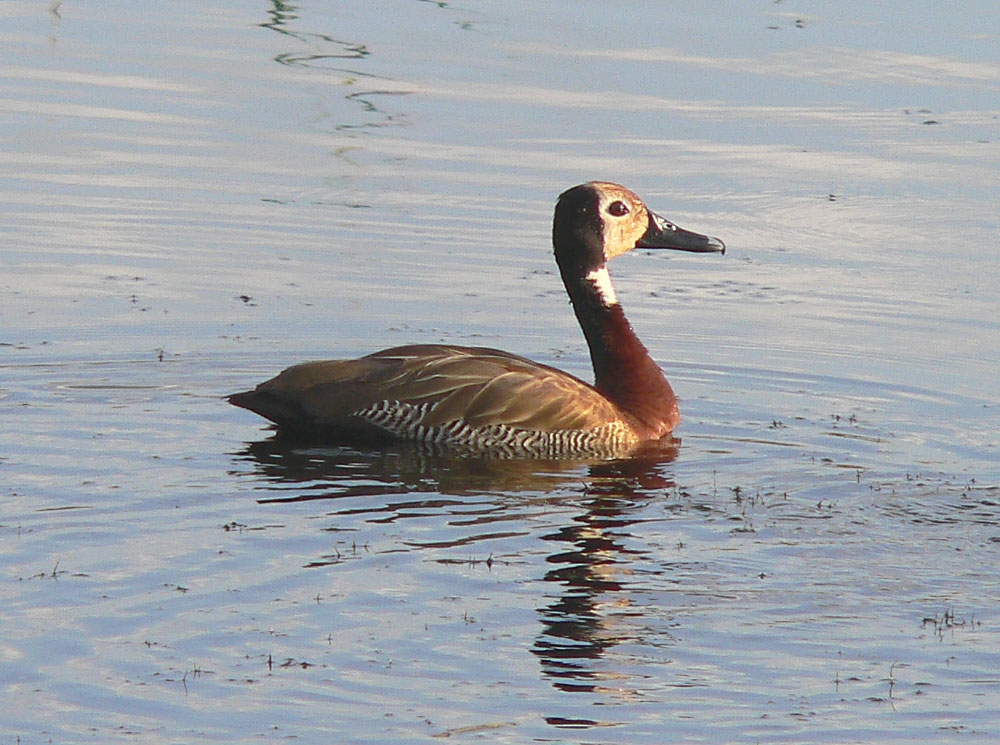
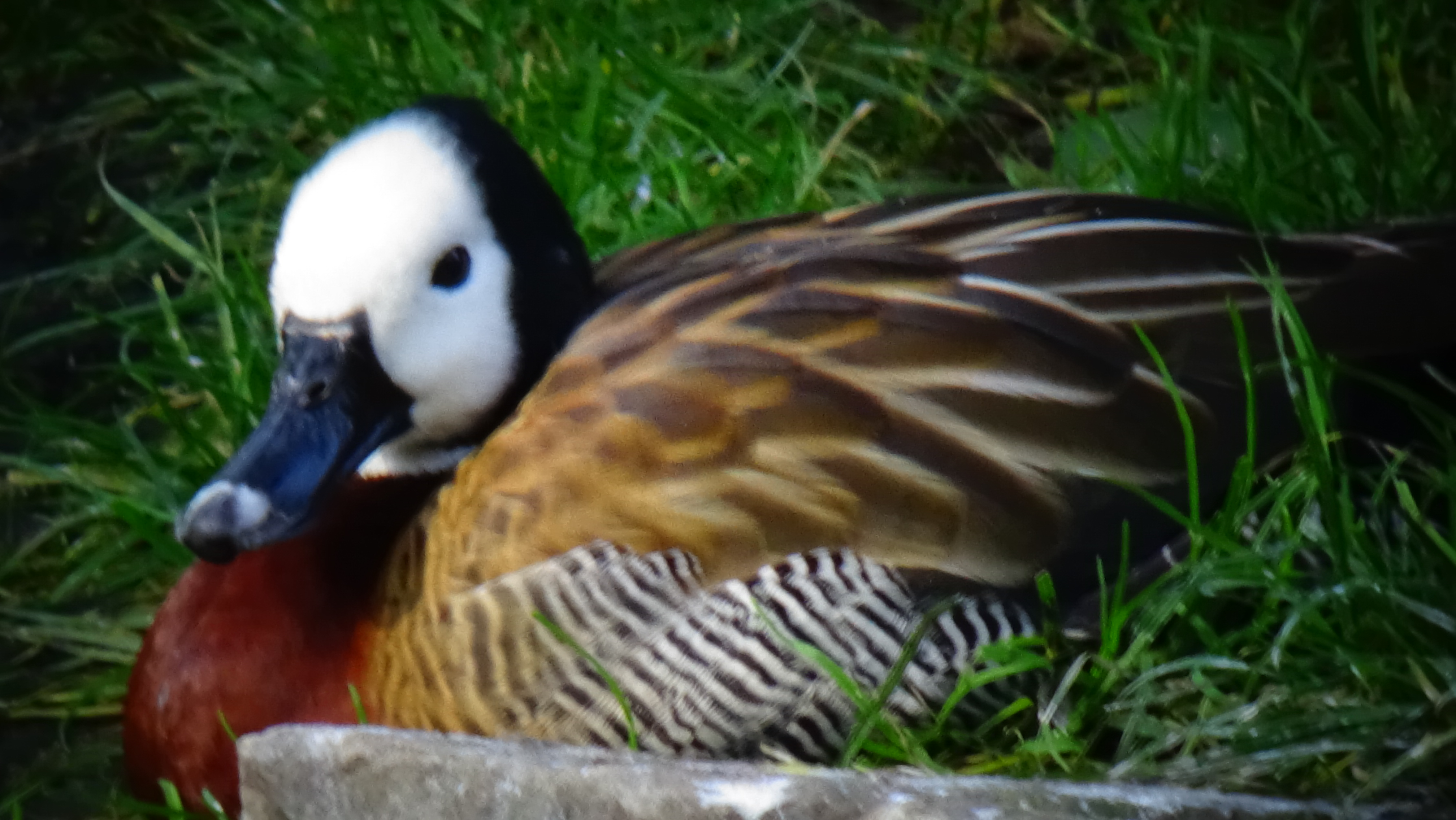
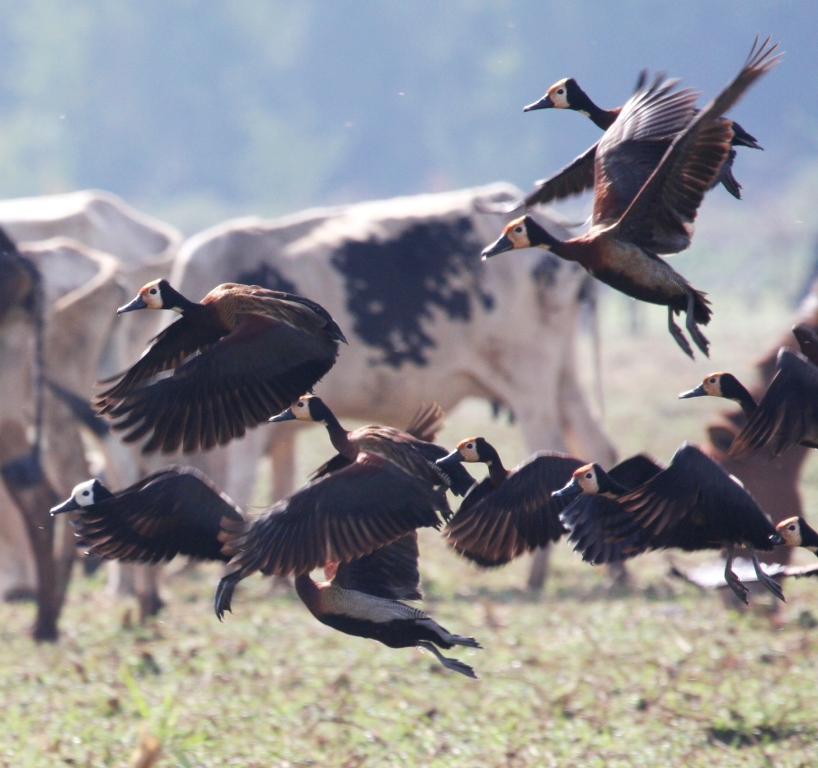
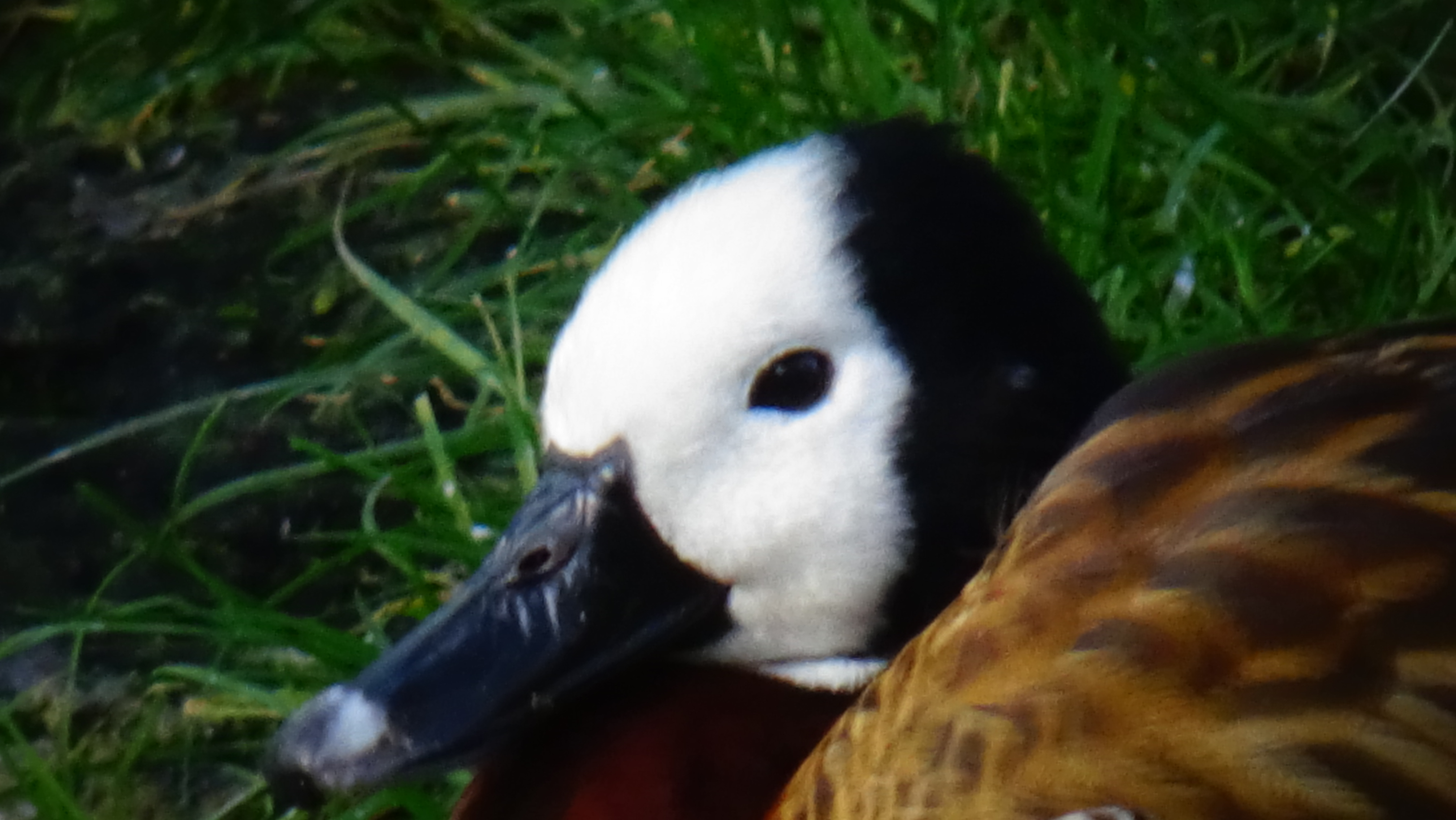
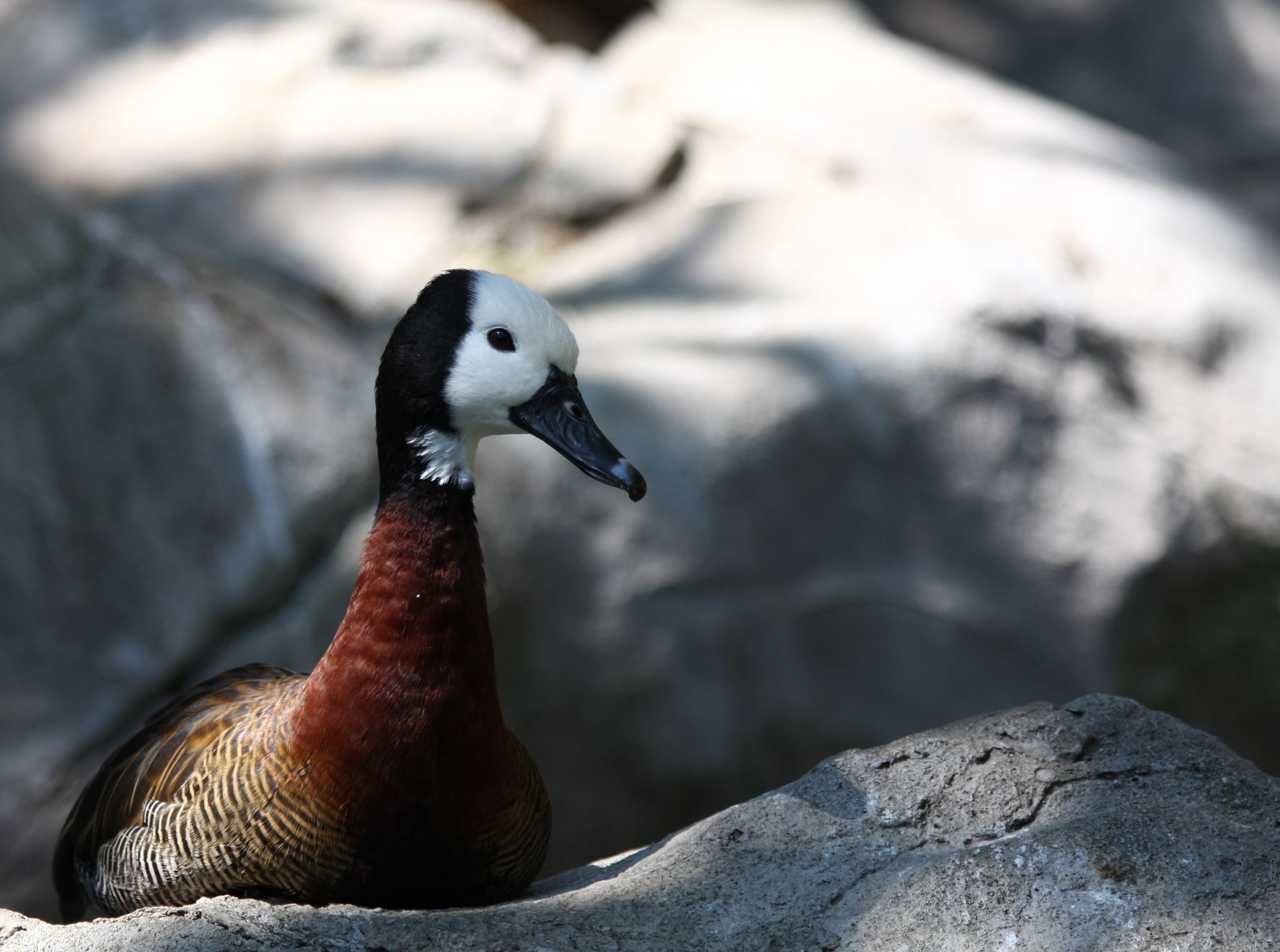
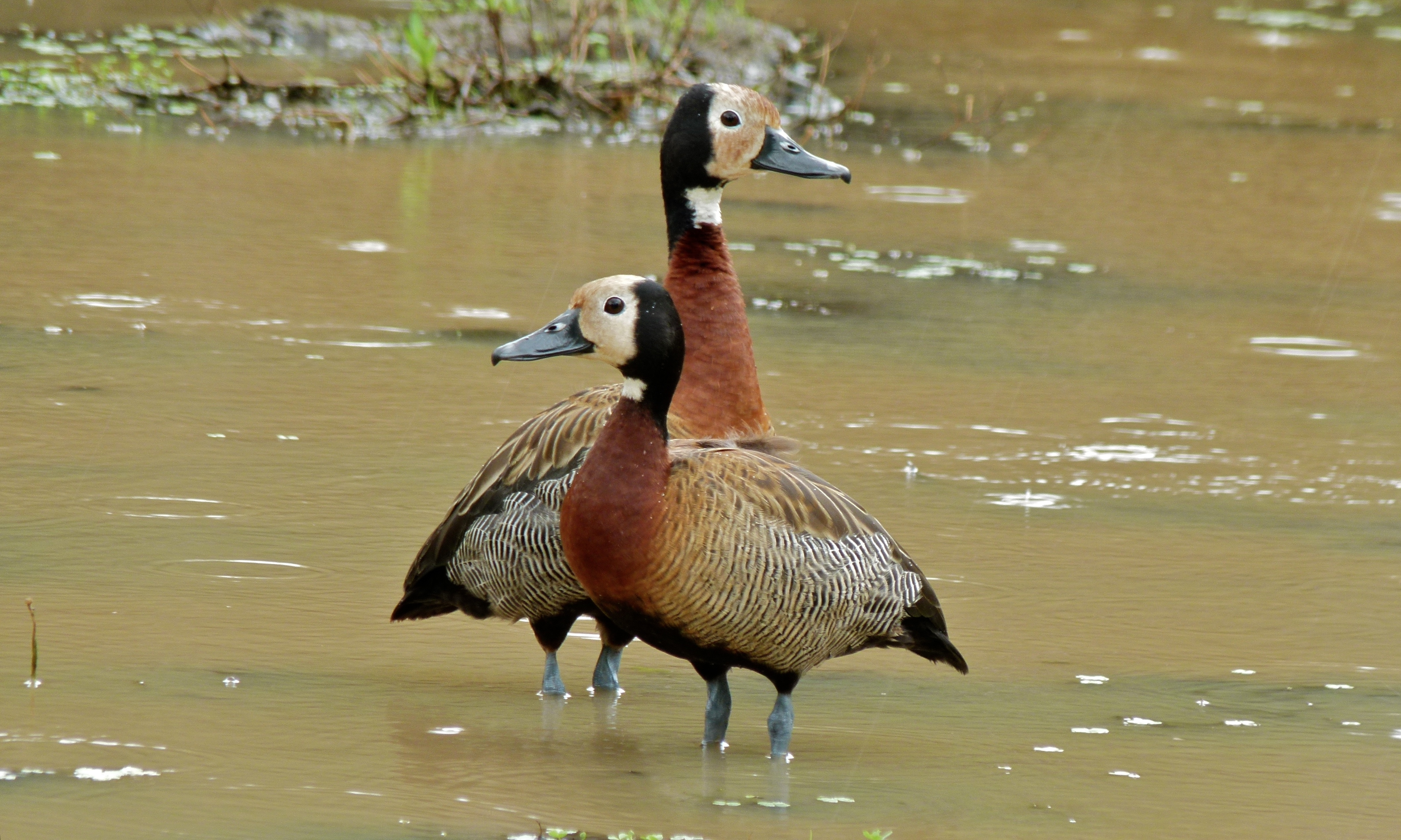
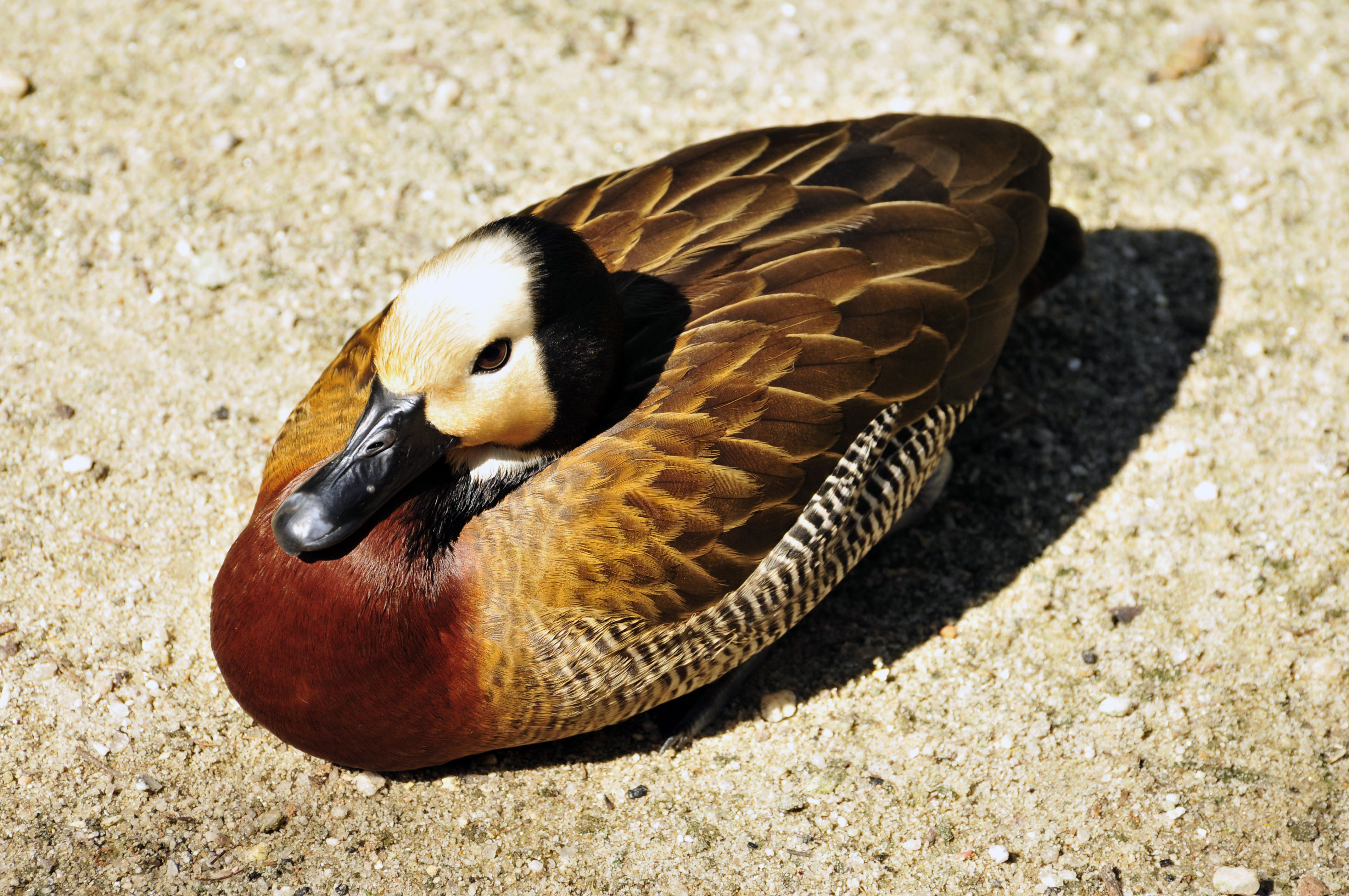
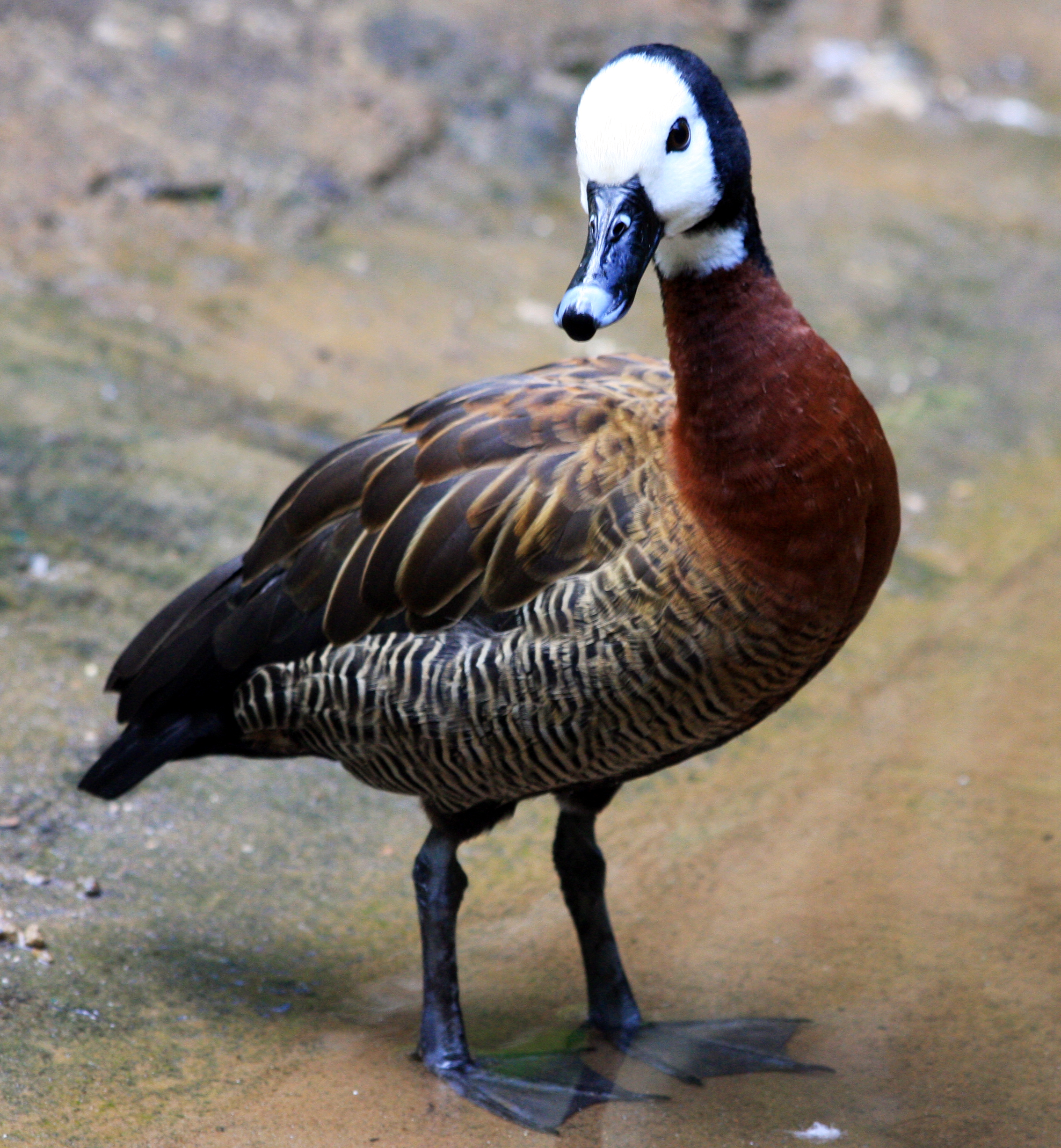
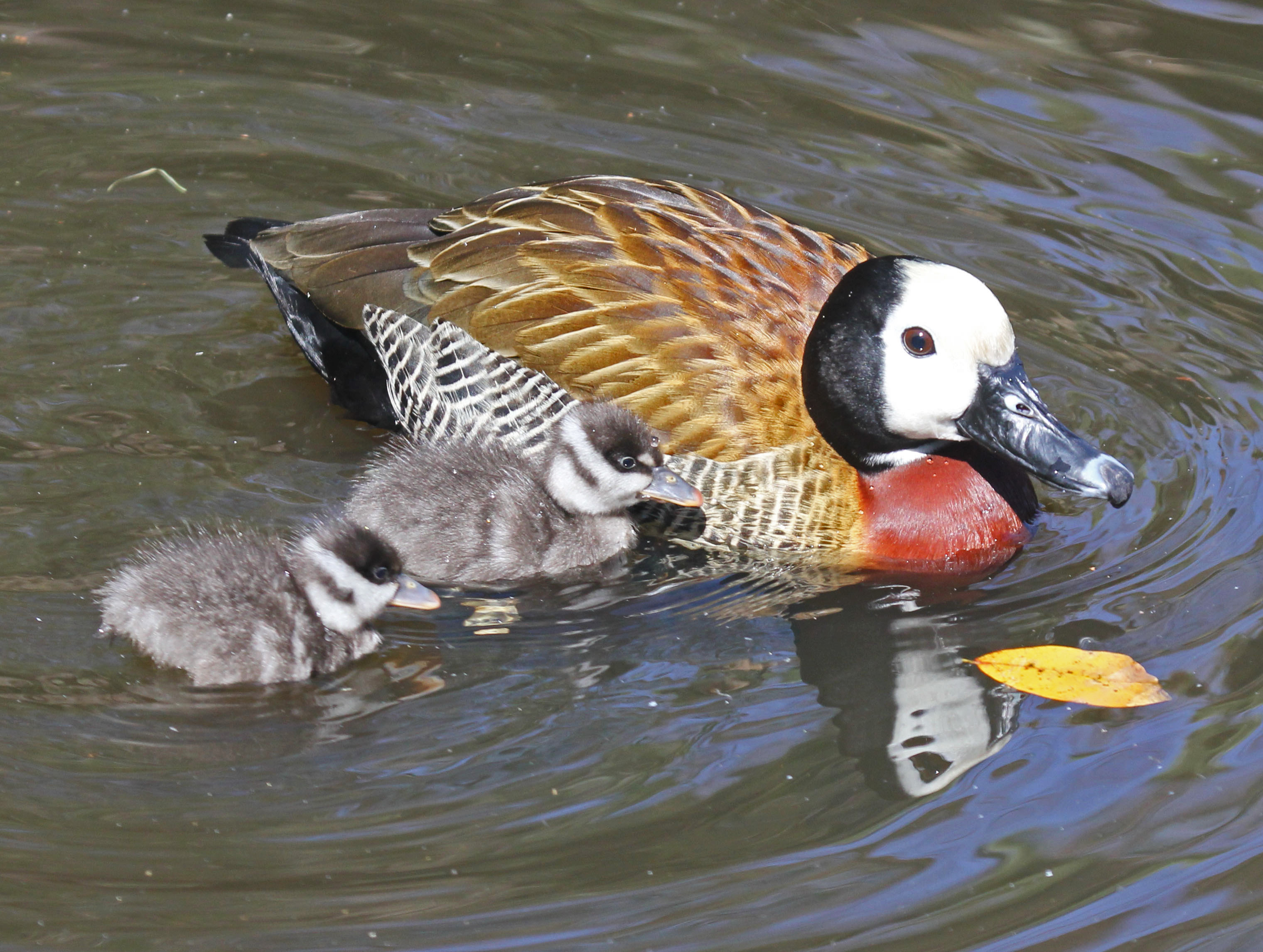
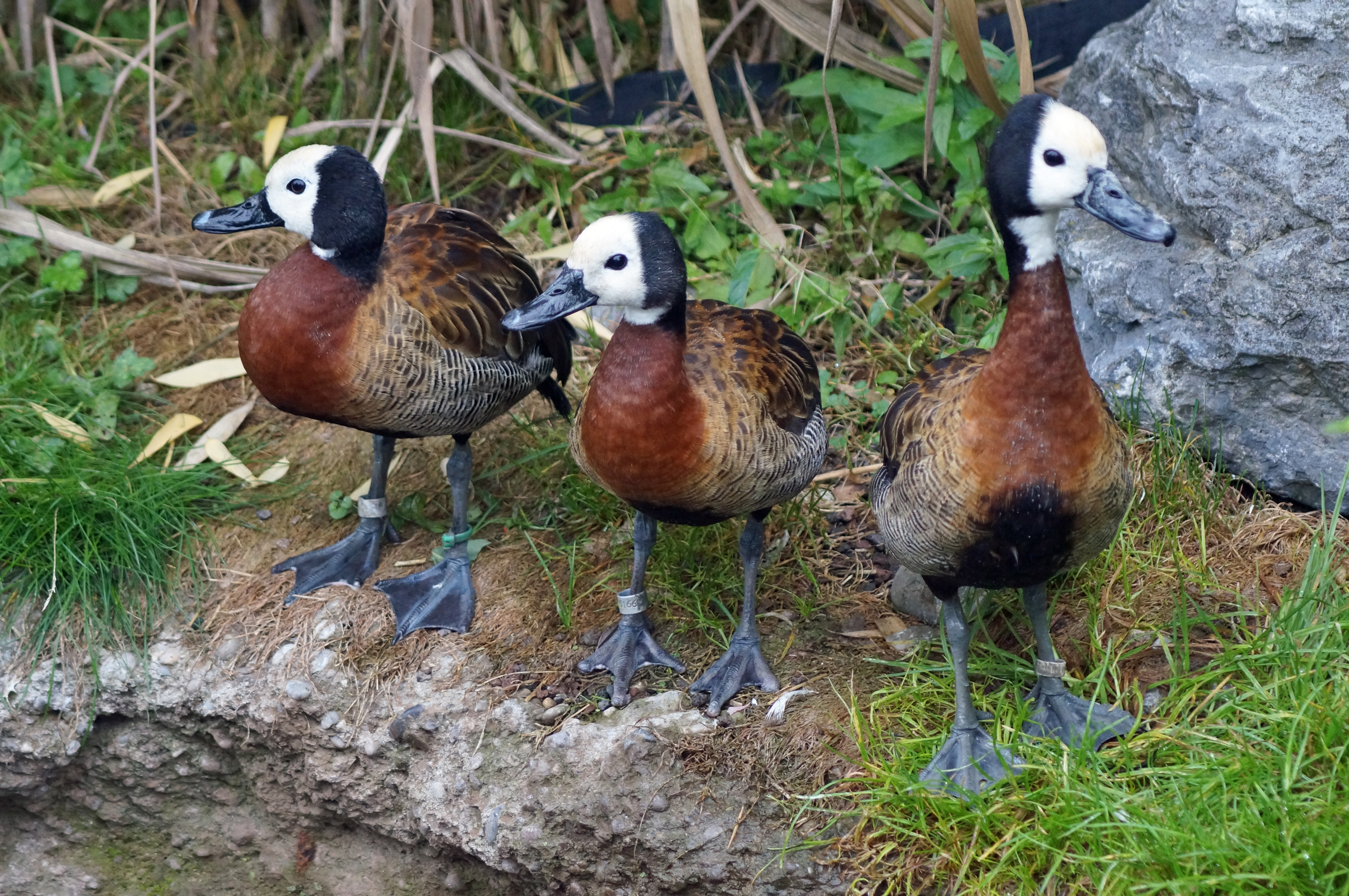
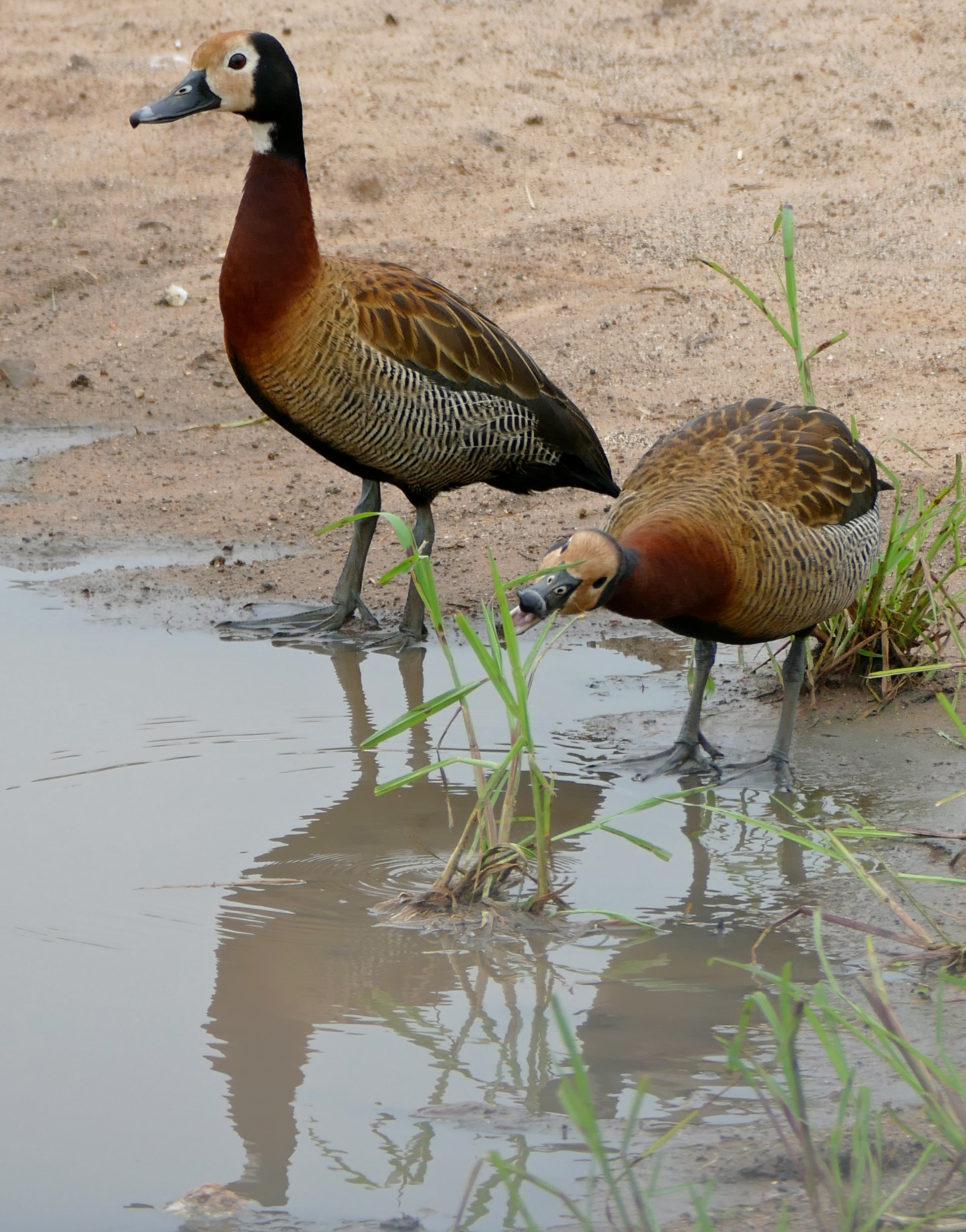
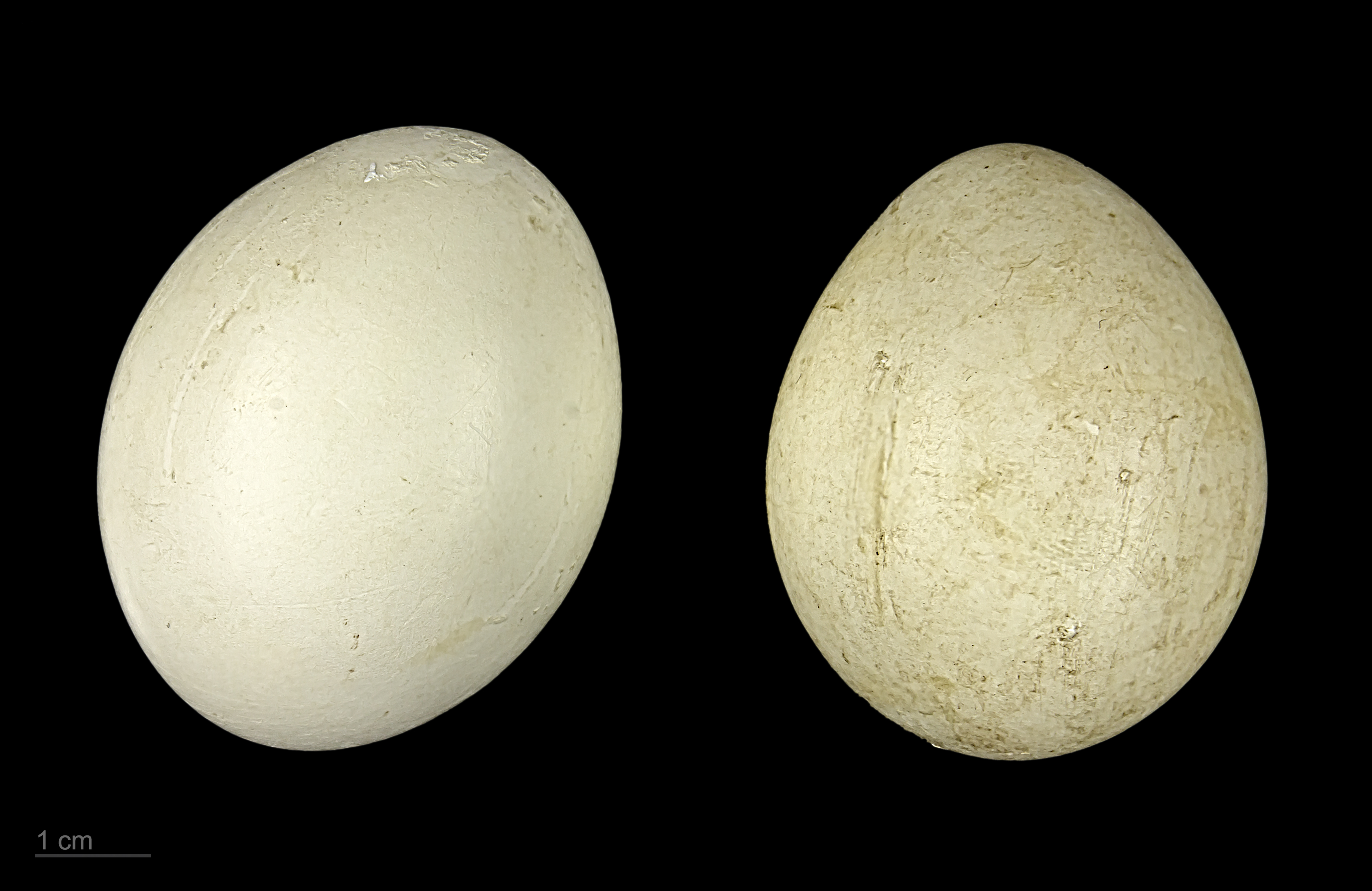
Dendrocygna viduata - MHNT
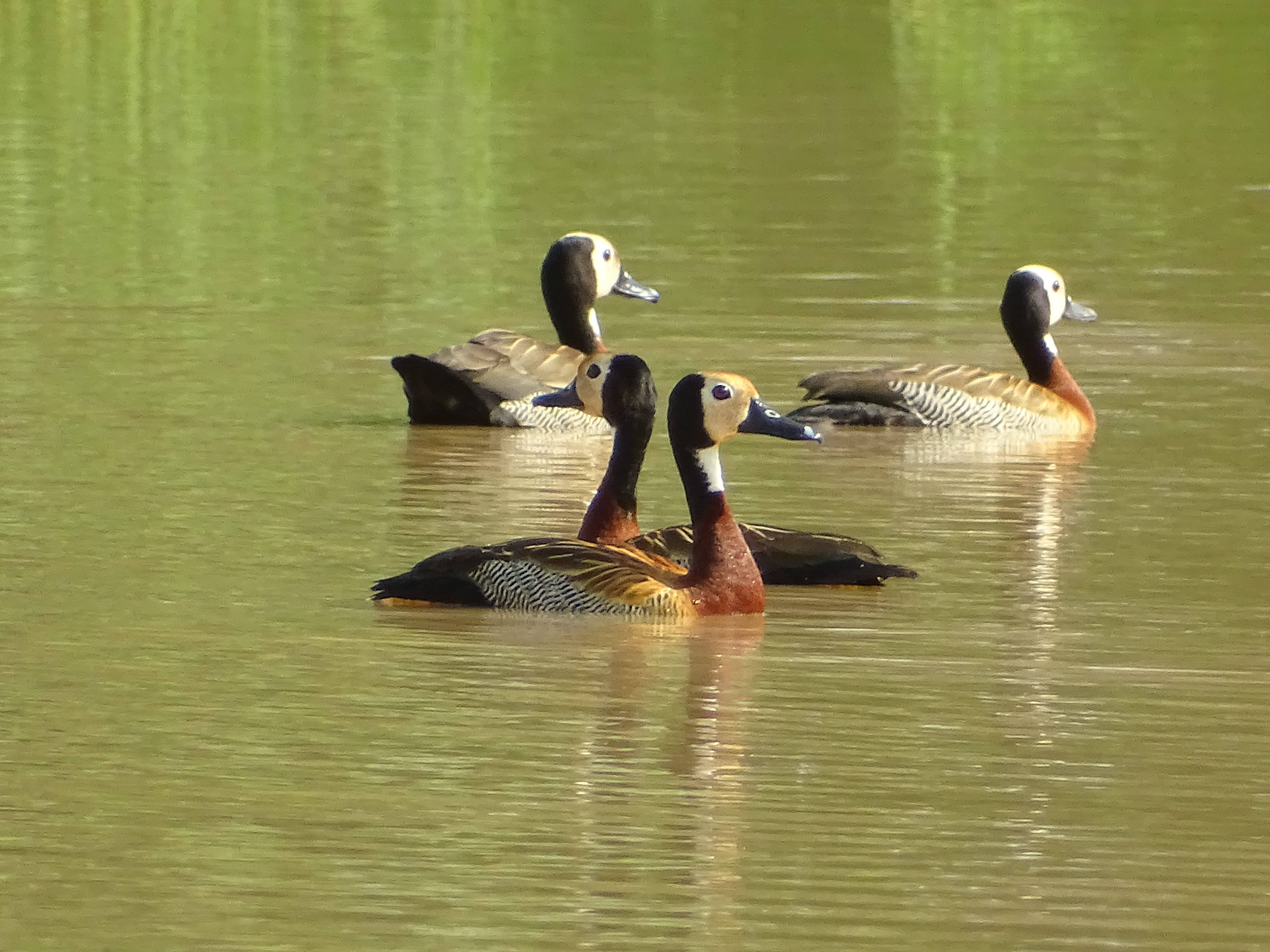

## Au Zoo
- La Ménagerie, zoo du jardin des plantes de Paris détient quelques spécimens de Dendrocygna viduata présenter au public.(12/2014) Ils sont maintenus dans la grande volière du jardin et aisément observables lors d'une promenade du Parc.
- Le Zoo de Zurich détient quelques spécimens.
- Le Zoo de Wuppertal détient quelques spécimens.
- Le Zoo de Mulhouse détient quelques spécimens.
- Le Zoo de Jurques détient quelques spécimens.
- La Citadelle de Besançon jardin zoologique détient quelques spécimens.
- Le Jardin animalier de Monaco détient quelques spécimens.
- Un grand nombre d'autres zoos et réserves à travers le monde abritent Dendrocygna viduata.